# تپه کلپورگان
تپه کلپورگان مربوط به هزاره سوم و ۲ قم است و در شهرستان سراوان، روستای کلپورگان واقع شده و این اثر در تاریخ ۷ مهر ۱۳۸۱ با شمارهٔ ثبت ۶۰۹۶ به‌عنوان یکی از آثار ملی ایران به ثبت رسیده است.